# Kristjan Čeh
Kristjan Čeh (Ptuj, 17. veljače 1999. - slovenski atletičar, svjetski i europski prvak u bacanju diska
Natječe se u bacanju diska za Atletski klub Ptuj. Osvojio je srebrnu medalju na Mediteranskim igrama 2018. u Tarragoni te zlatnu medalju na Europskom bacačkom kupu u Šamorínu i Svjetskom prvenstvu za mlade do 23 godine u Gävleu. Godine 2020. popravio je više od 20 godina star slovenski rekord u bacanju diska na 66,29 m na atletskom mitingu u Domžalama. Bacio je disk na 68,75 m 23. lipnja 2020. na atletskom mitingu u Mariboru, što je ujedno bio i treći najbolji rezultat te sezone u svijetu i svjetski rekord u kategoriji do 23 godine. Dana 27. svibnja 2021. na natjecanju međunarodne atletske lige u Ptuju popravio je državni rekord na 69,52 m, a 26. lipnja na mitingu u Kuortaneu na 70,35 m. U svom prvom nastupu na Olimpijskim igrama 2020., održanim u srpnju 2021. u Tokiju, završio je peti sa 66,62 m.
Dana 21. svibnja 2022. pobijedio je na mitingu Dijamantne lige u Birminghamu sa slovenskim rekordom od 71,27 m. Na Svjetskom prvenstvu 2022. u Eugeneu osvojio je naslov svjetskog prvaka s dužinom od 71,13 m, što je ujedno bio i rekord svjetskih prvenstava, a na Europskom prvenstvu iste godine u Münchenu osvojio je srebrnu medalju sa 68,28 m. Godine 2022. izabran je za slovenskog sportaša godine. Dana 17. lipnja 2023. pobijedio je na atletskom mitingu u Jõhviju s dužinom od 71,86 m, što je njegov osobni rekord, slovenski nacionalni rekord, najbolji rezultat sezone u svijetu i također izjednačen četvrti najbolji rezultat u povijesti bacanju diska. Na Svjetskom prvenstvu 2023. u Budimpešti osvojio je naslov svjetskog doprvaka s dužinom od 70,02 m, a na Europskom prvenstvu u Rimu 2004. naslov europskog prvaka dužinom 68,08 m.
Trener mu je bio Gorazd Rajher, ali je s njim prekinuo u lipnju 2021. zbog različitih stavova o načinu izvođenja treninga. Od veljače 2022. trener mu je bio bivši olimpijski i svjetski prvak u bacanju diska Gerd Kanter, koji je također najavio potjeru za svjetskim rekordom.Prekinuo je suradnju s Kanterom u ožujku 2024., a zamijenio ga je bivši estonski bacač kladiva Mart Olman.